# Visual Fan
Visual Fan este o companie românească care produce, importă și distribuie telefoane mobile Dual SIM și produse electronice. S-a lansat pe piață în anul 2002 comercializând televizoare și DVD playere sub brandul „Allview”.

## Activitate
În anul 2005, compania a lansat DVD playerul 4011.
În anul 2006 a lansat primul brand local de televizoare LCD.
În anul 2007 a adăugat în portofoliu sistemele de navigare GPS și softul de navigare Traffic GPS, iar în primăvara anului 2008 a pătruns pe piața telefoanelor mobile dual sim.
În anul 2009, compania a vândut aproximativ 20.000 de telefoane mobile dual-sim marca Allview.
În noiembrie 2010, compania a lansat piața locală o tabletă PC cu sistemul de operare Google Android 2.1, ecran de 7 inchi și conectitivitate Wi-Fi.
Compania a vândut 48.000 de tablete în anul 2012, având o cotă de 20% pe piața locală de tablete.
Sediul central al companiei este localizat în orașul Brașov, România. Aici se află Centrul de Cercetare Dezvoltare și depozitul de produse.
Numărul de angajați în 2009 a fost de 34 de persoane, până în 2014 cifra ridicându-se până la peste 100 de angajați.
Cifra de afaceri a fost:
- 2008: 2,4 milioane euro[1]
- 2011: 2 milioane euro[4]
- 2012: 7,7 milioane euro[4]
- 2016: 7,68 milioane euro

În 2016, a înregistrat un profit de 7,68 milioane euro

## Produse
Compania produce telefoane smartphone Allview în gamele Soul, Impera, Viper, Young, P, E și Energy.
De asemenea, compania realizează și tablete cu sistem de operare Windows (WI7, Impera i8, Wi8G, Wi10N,Impera i10G), cu conectivitate 4G (Viva H7 LTE, Viva H8 LTE, Viva H10 LTE), cu conectivitate 3G (Viva H7 Xtreme, Viva i10G, Viva H10, Viva H10HD, Viva H8 plus, Viva H7, Viva H7 S, Viva H7 Life, AX5 Nano Q, AX4 Nano) și cu conectivitate WI (Viva Q10 PRO, Viva Q8 PRO, Viva Q7 Satellite, Viva C7, Viva C7 Quad, Viva i7, Viva i8, Viva D8, Viva Q8, Viva H8, Alldro 2 Speed Quad, Speed Quad).